# Iwan Korablow
Iwan Michajłowicz Korablow (ros. Иван Михайлович Кораблёв, ur. 1899 we wsi Misino w guberni pskowskiej, zm. po 1948) – funkcjonariusz radzieckich służb specjalnych w stopniu majora bezpieczeństwa państwowego.

## Życiorys
Urodził się w biednej rodzinie chłopskiej. Po ukończeniu szkoły pracował jako woźnica, później jako robotnik w magazynie i pomocnik tokarza. Od października 1919 do października 1920 służył w Armii Czerwonej w Tiumeni, w 1919 został członkiem RKP(b), w listopadzie 1920 został funkcjonariuszem gubernialnej Czeki w Tiumeni. Później był funkcjonariuszem Wydziału Specjalnego 33 Dywizji Piechoty, od 10 stycznia 1923 pracował w Wydziale Specjalnym gubernialnego oddziału GPU w Samarze, a od 15 lipca do 28 września 1925 pełnomocnik Wydziału Kontrwywiadowczego Wydziału Specjalnego OGPU Nadwołżańskiego Okręgu Wojskowego. Następnie do lutego 1927 był kursantem Wyższej Szkoły Pogranicznej OGPU, później pracował w Wotskim Obwodowym Oddziale GPU, m.in. jako szef Wydziału Kontrwywiadowczego, od 15 kwietnia do 1 lipca 1928 ponownie pracował w gubernialnym oddziale GPU w Samarze. Później pracował w GPU/NKWD w Kraju Środkowowołżańskim, m.in. jako pomocnik szefa Wydziału Ekonomicznego, od 27 marca 1935 do 1 grudnia 1935 był szefem Oddziału 6 Wydziału Ekonomicznego Zarządu Bezpieczeństwa Państwowego (UGB) Zarządu NKWD obwodu leningradzkiegoa, a od 1 grudnia 1935 do listopada 1936 szefem Oddziału 6 w tym wydziale, 23 marca 1936 otrzymał stopień porucznika bezpieczeństwa państwowego. Od listopada 1936 do 1 maja 1937 kierował Oddziałem 5 Wydziału Kontrwywiadowczego UGB Zarządu NKWD obwodu leningradzkiego, a od 1 maja 1937 do 7 lutego 1938 Oddziałem 14 Wydziału 3 tego zarządu (jednocześnie był pomocnikiem szefa Wydziału 3), 17 października 1937 awansował na kapitana bezpieczeństwa państwowego. Następnie został przeniesiony do pracy w Ukraińskiej SRR, gdzie od 3 marca 1938 do 14 stycznia 1939 pełnił funkcję szefa Zarządu NKWD obwodu winnickiego, od 15 lipca 1938 w stopniu majora bezpieczeństwa państwowego.
Gdy przekazał pełnienie obowiązków nowemu szefowi Zarządu NKWD obwodu winnickiego, usiłował się zastrzelić z powodu okazanego mu przez nowe kierownictwo NKWD braku zaufania, wskutek czego ciężko się ranił i do maja 1939 przebywał w szpitalu na leczeniu. Od 25 maja 1939 do 15 sierpnia 1940 formalnie był zastępcą naczelnika Poprawczego Obozu Pracy Celulozowo-Papierniczego Kombinatu NKWD w Archangielsku, jednak 27 czerwca 1940 został aresztowany pod zarzutem dokonywania bezpodstawnych aresztowań i fałszowania spraw śledczych, a 6 lipca 1941 skazany na 10 lat pozbawienia wolności. Karę odbywał w łagrze. Po zwolnieniu mieszkał w Kujbyszewie. Dalsze jego losy są nieznane.

## Odznaczenia
- Order „Znak Honoru” (19 grudnia 1937)
- Medal jubileuszowy „XX lat Robotniczo-Chłopskiej Armii Czerwonej” (22 lutego 1938)
- Odznaka "Honorowy Funkcjonariusz Czeki/GPU (XV)" (17 września 1933)